# 크리스티안 모스케라
크리스티안 안드레이 모스케라 이바르겐 (Cristhian Andrey Mosquera Ibargüen, 2004년 6월 27일 ~ )는 콜롬비아계 스페인의 축구 선수이며, 아스널에서 센터백으로 뛰고 있다.
모스케라는 스페인의 U-15, U-16 및 U-18 수준에서 대표팀을 대표했으며, 후자와 함께 2021년 10월에 친선 토너먼트에서 터키, 루마니아, 포르투갈을 상대로 우승을 차지했다.
그는 또한 콜롬비아 여권을 소지하고 있으며, 이로써 그는 La Tricolor 뿐만 아니라 스페인 대표팀에서도 경기할 자격이 있다.